# Cultivo y cuidado del bonsái

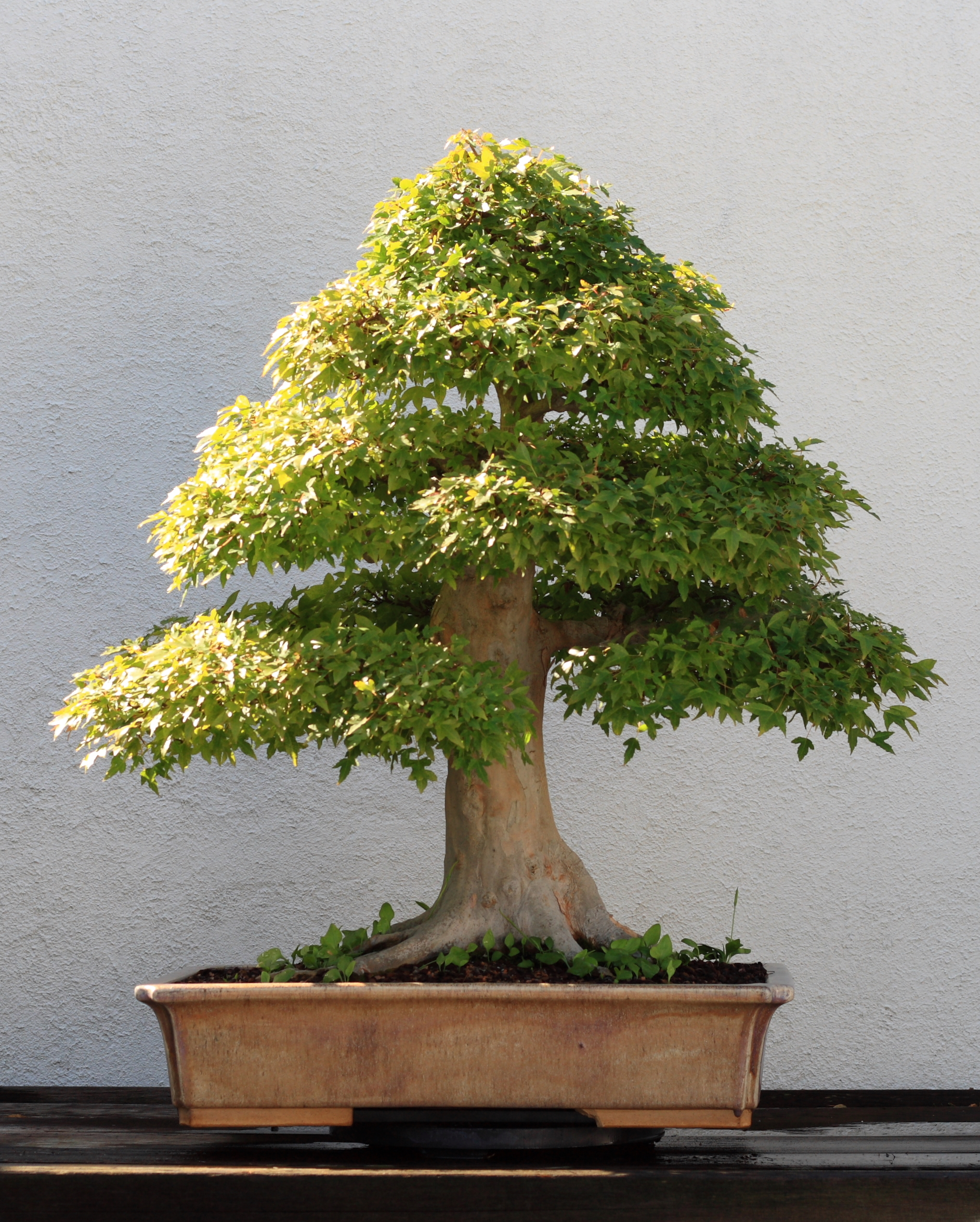
Un bonsái de arce tridente en el Museo Nacional de Bonsái & Penjing en el United States National Arboretum.

El cultivo y cuidado de bonsái abarca las técnicas para cultivo de pequeños árboles en recipientes, denominados bonsái  en la tradición japonesa de esta forma de arte. Existen prácticas similares en otras formas de arte japonés y otras culturas, incluido el saikei (japonés), penjing (chino) y hòn non bộ (vietnamita).  Es difícil cultivar árboles en recipientes, que limitan el crecimiento de sus raíces, la absorción de nutrientes y los recursos para transpirar (principalmente humedad del suelo). Además de las limitaciones a las raíces que imponen los recipientes, los troncos de los bonsáis, sus ramas y follajes son manipulados y conformados en gran medida para alcanzar ciertos objetivos estéticos. Se utilizan herramientas y técnicas especiales para proteger la salud y el vigor de los árboles. A lo largo del tiempo, la manipulación artística de árboles pequeños en recipientes ha dado origen a varios métodos de cultivo y cuidado que satisfacen los requerimientos artísticos y prácticos del bonsái.
El término bonsái es en general utilizado en español como un término abarcador de todos los árboles en miniatura en recipientes o macetas. En este artículo, bonsái es usado para denominar todo árbol que es cultivado en un recipiente que es conformado con cierta frecuencia, no solo uno que es mantenido según la tradición bonsái japonesa.
Es posible crear un bonsái a partir de casi cualquier especie de árbol o arbusto leñoso perenne que produzca ramas verdaderas y hacer que permanezca con dimensiones reducidas mediante confinamiento en maceta y podado de su fronda y raíces. Algunas especies son populares como material de bonsái ya que poseen ciertas características tales como hojas o agujas pequeñas, que las hacen apropiadas para el esquema visual compacto del bonsái. Las técnicas de cultivo de bonsái son diferentes de otras técnicas de cultivo de árboles en cuanto permiten que árboles maduros (aunque de dimensiones muy reducidas) crezcan en recipientes pequeños, sobreviviendo con estructuras radiculares y de fronda extremadamente limitadas, y que puedan soportar amplias y frecuentes manipulaciones relacionadas con su estilo.

### Propagación

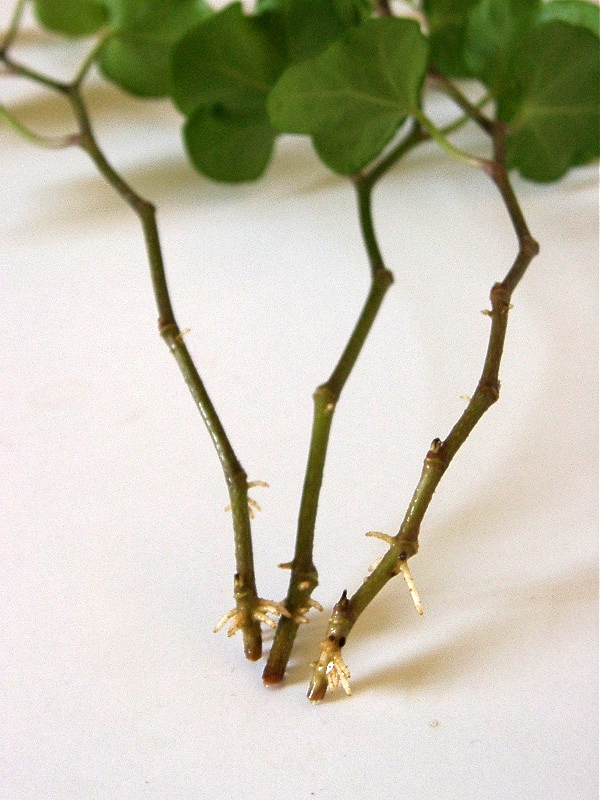
Se puede promover el desarrollo de raíces en esquejes de plantas que luego se pueden desarrollar como bonsái.

## Técnicas de estilizado

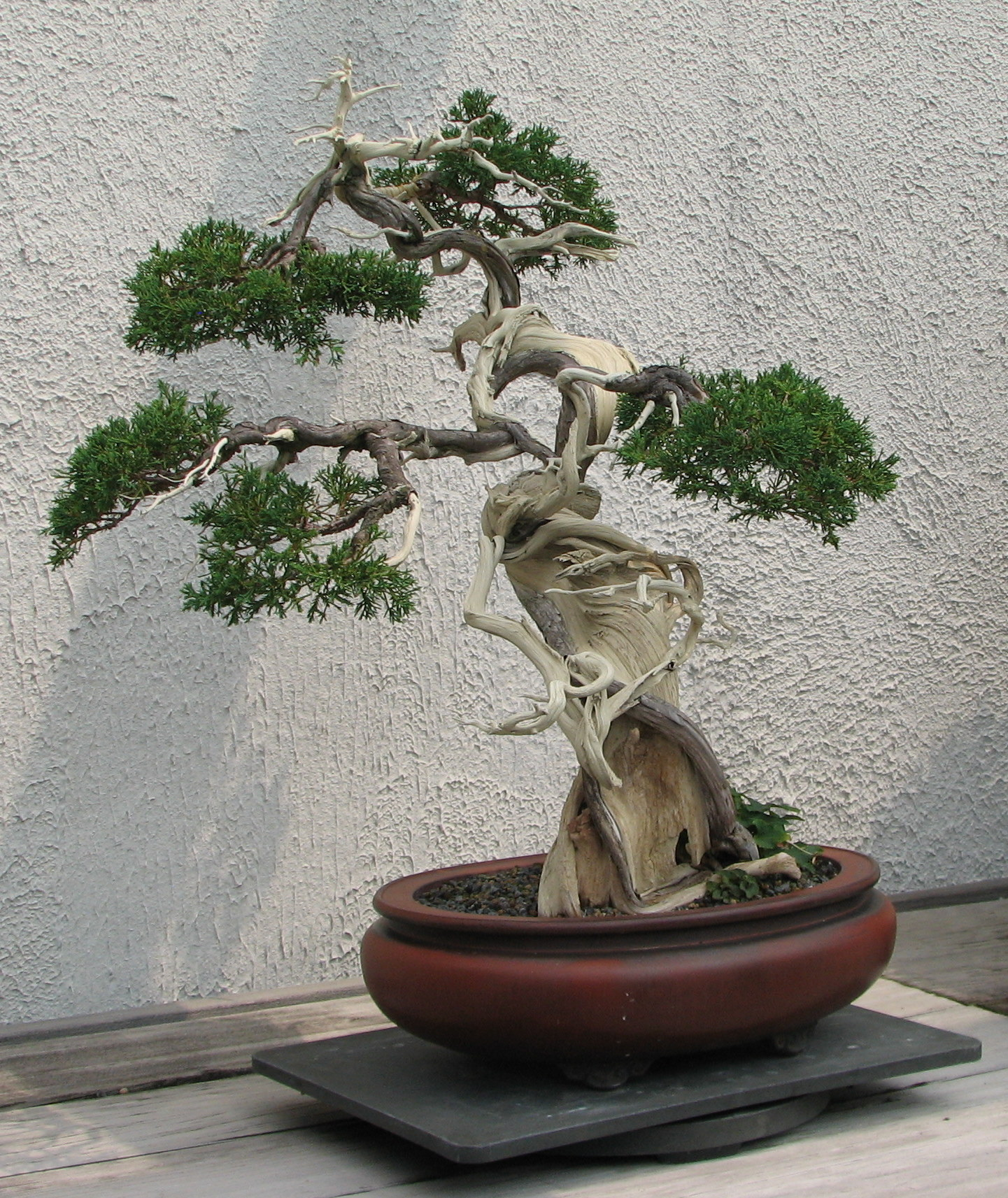
En este enebro se han utilizado técnicas jin (ramas muertas) como shari (madera muerta en el tronco).

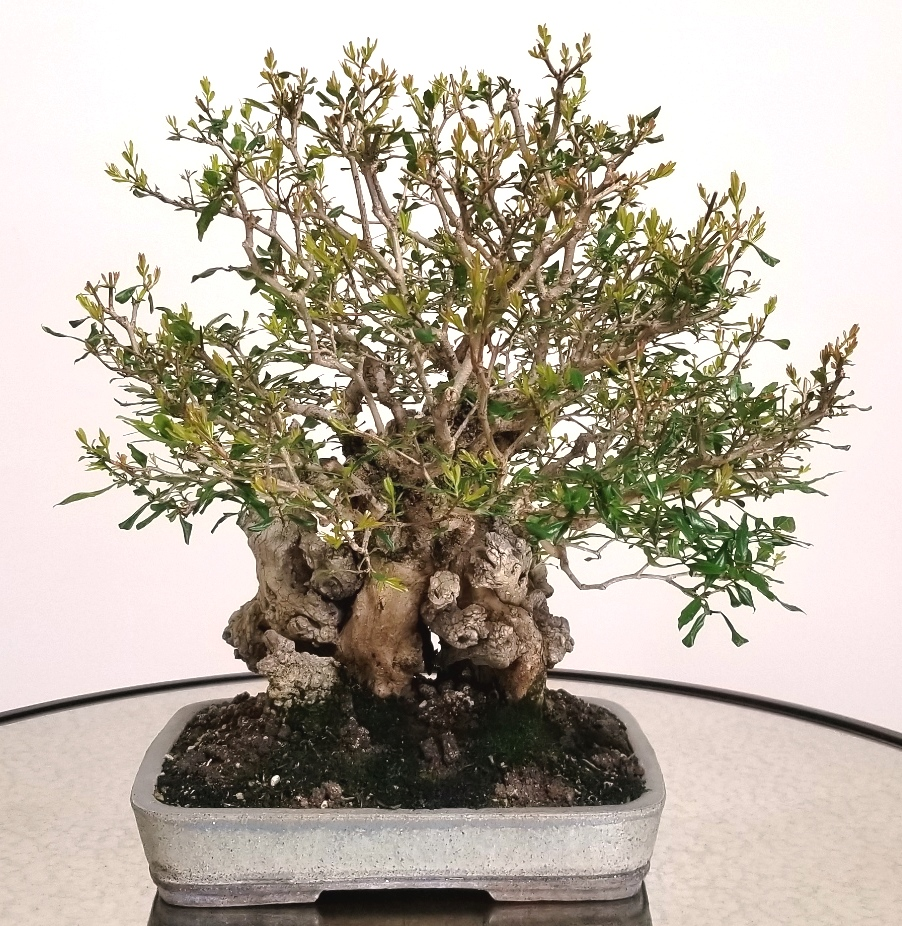
Granado como bonsái. Se estima la edad de este árbol en unos 125-175 años. Este bonsái ha recibido una reciente defoliación parcial, lo cual estimula la creación de ramaje mas fino, compacto y hojas de menor tamaño; se pueden observar los nuevos brotes surgiendo todo alrededor de la copa del árbol. Ejemplar recolectado en California, EE. UU..

### Uso de alambre

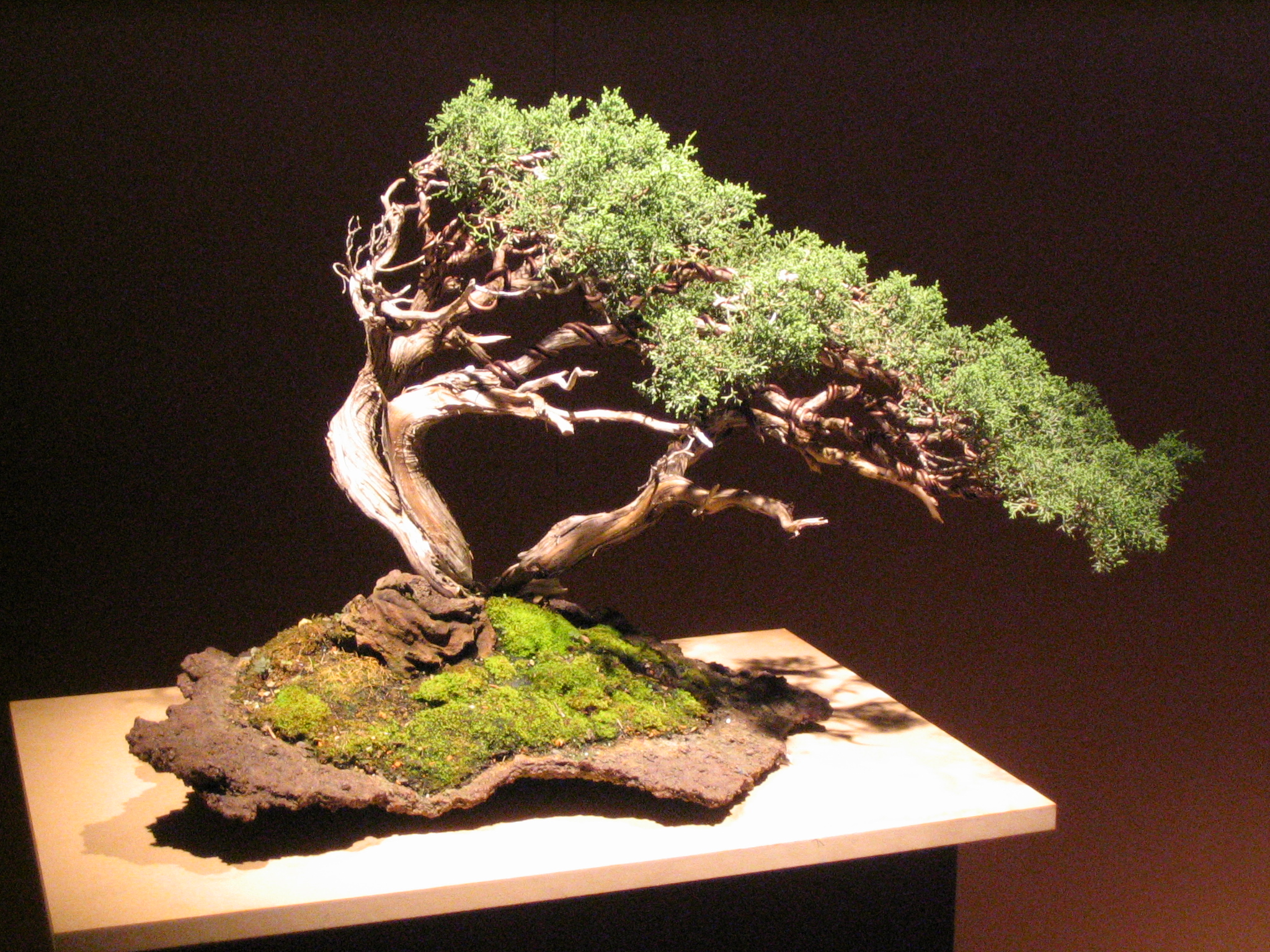
En este espécimen de bonsái se observa un gran trabajo de alambre.

### Deshojado

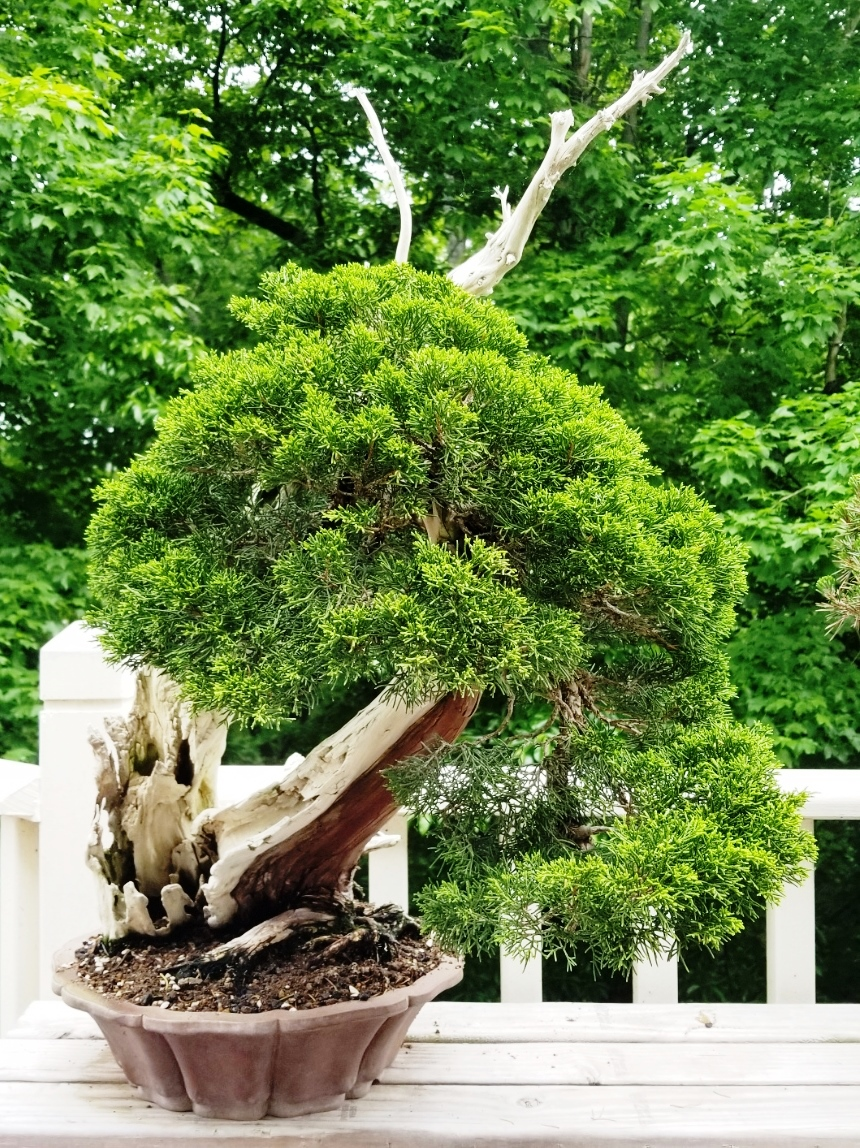
Enebro. Ejemplar muy refinado de Juniperus occidentalis injertado con Juniperus chinensis var. sargentii (Itoigawa). Este bonsái tiene una edad estimada entre 150 y 250 años. En el tronco del árbol se observa tanto la vena viva como madera muerta, impartiendo al bonsái una imagen de longevidad y de haber soportado unas duras condiciones climáticas.

### Replantado en maceta

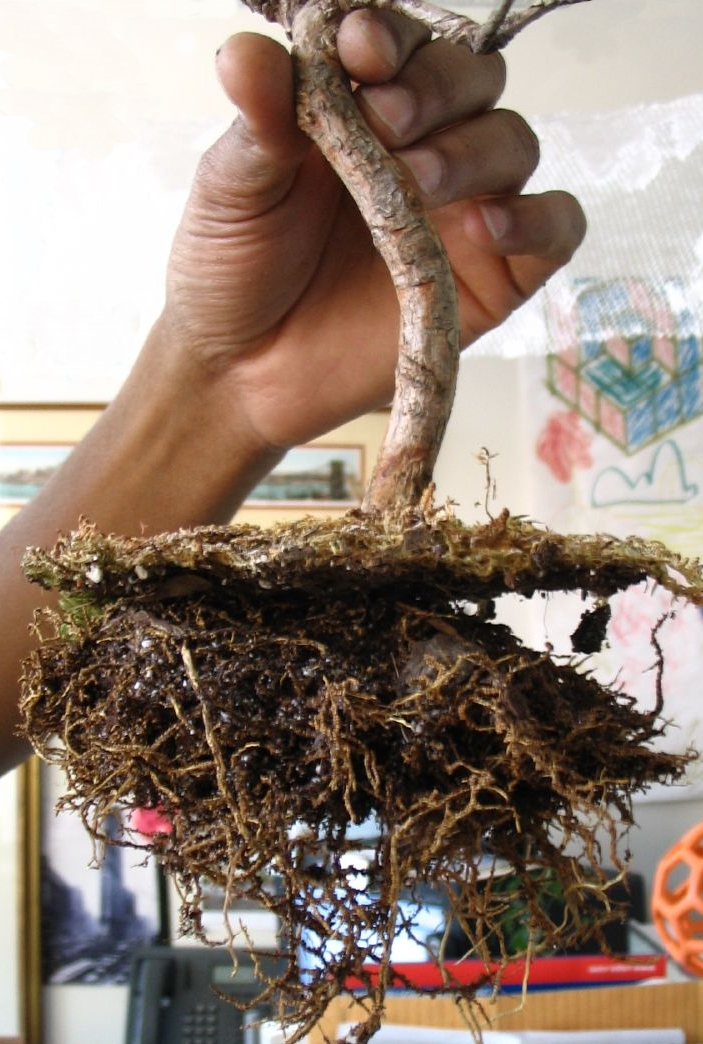
Un bonsái con sus raíces expuestas, listo para plantarlo en su maceta.

### Herramientas

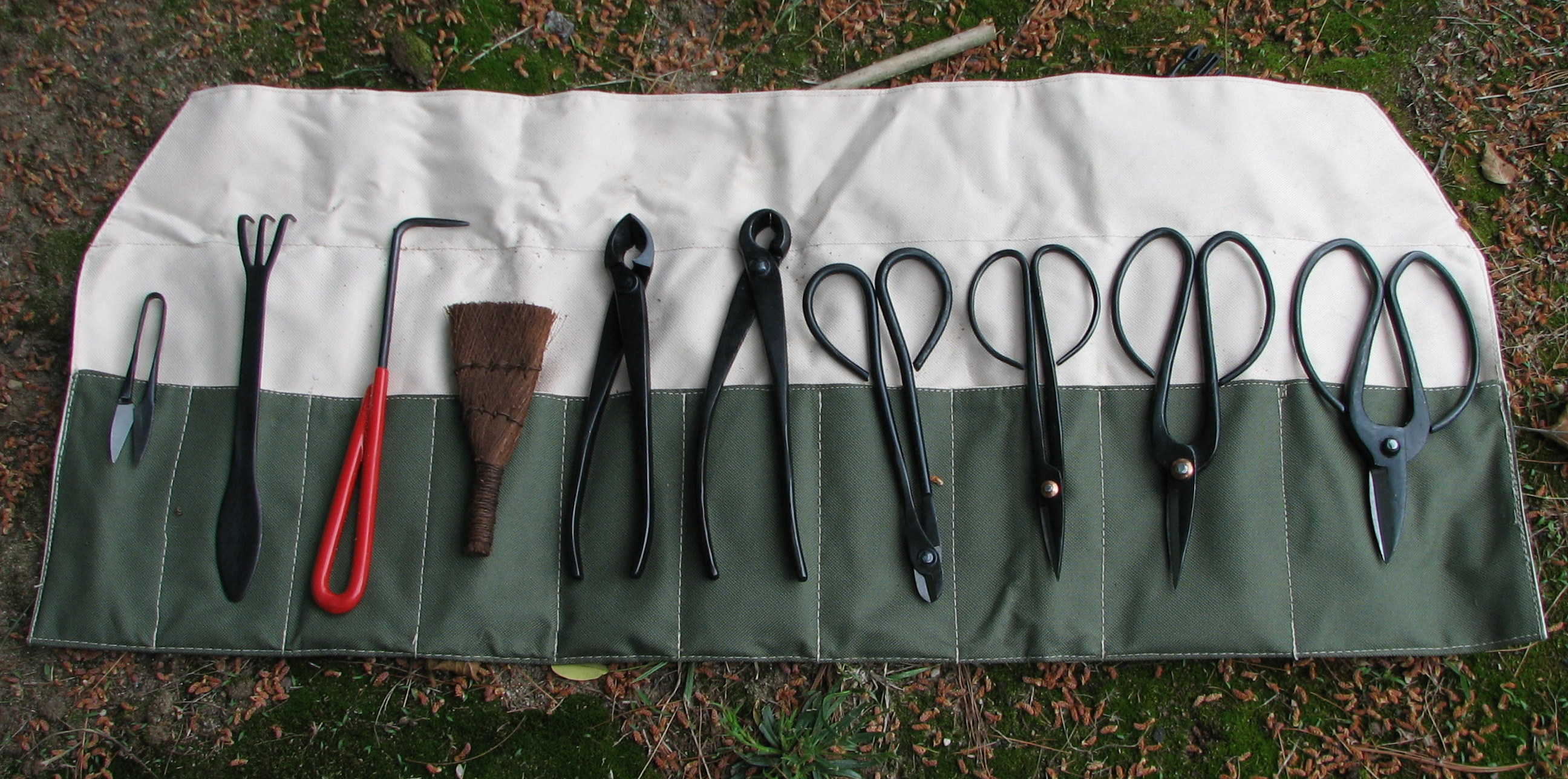
Conjunto de herramientas para bonsái (de izq. A derecha): cortador de hojas; rastrillo con espátula; gancho para raíces; cepillo duro; cuchillo cóncavo; cuchillo; alicate de alambre; tijeras pequeñas, medianas y grandes.

### Suelo y fertilización

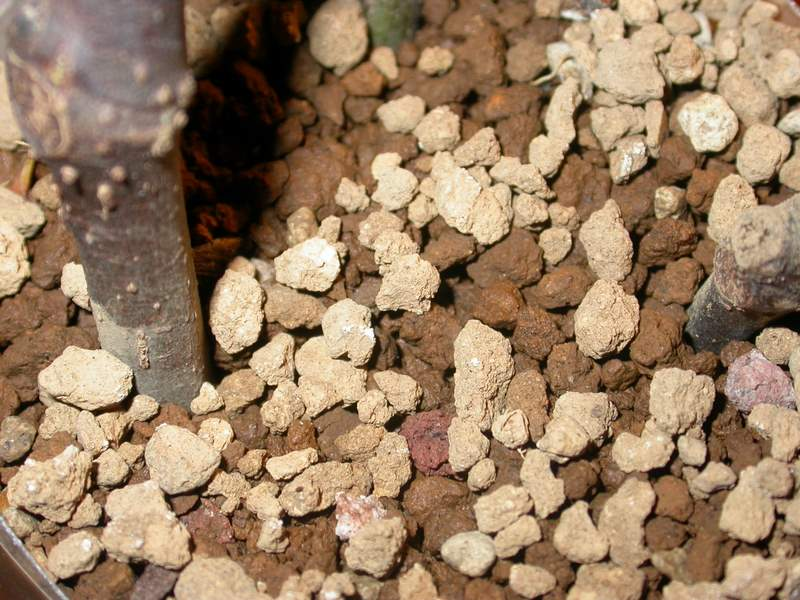
Suelo Akadama.